# Linie de înaltă tensiune

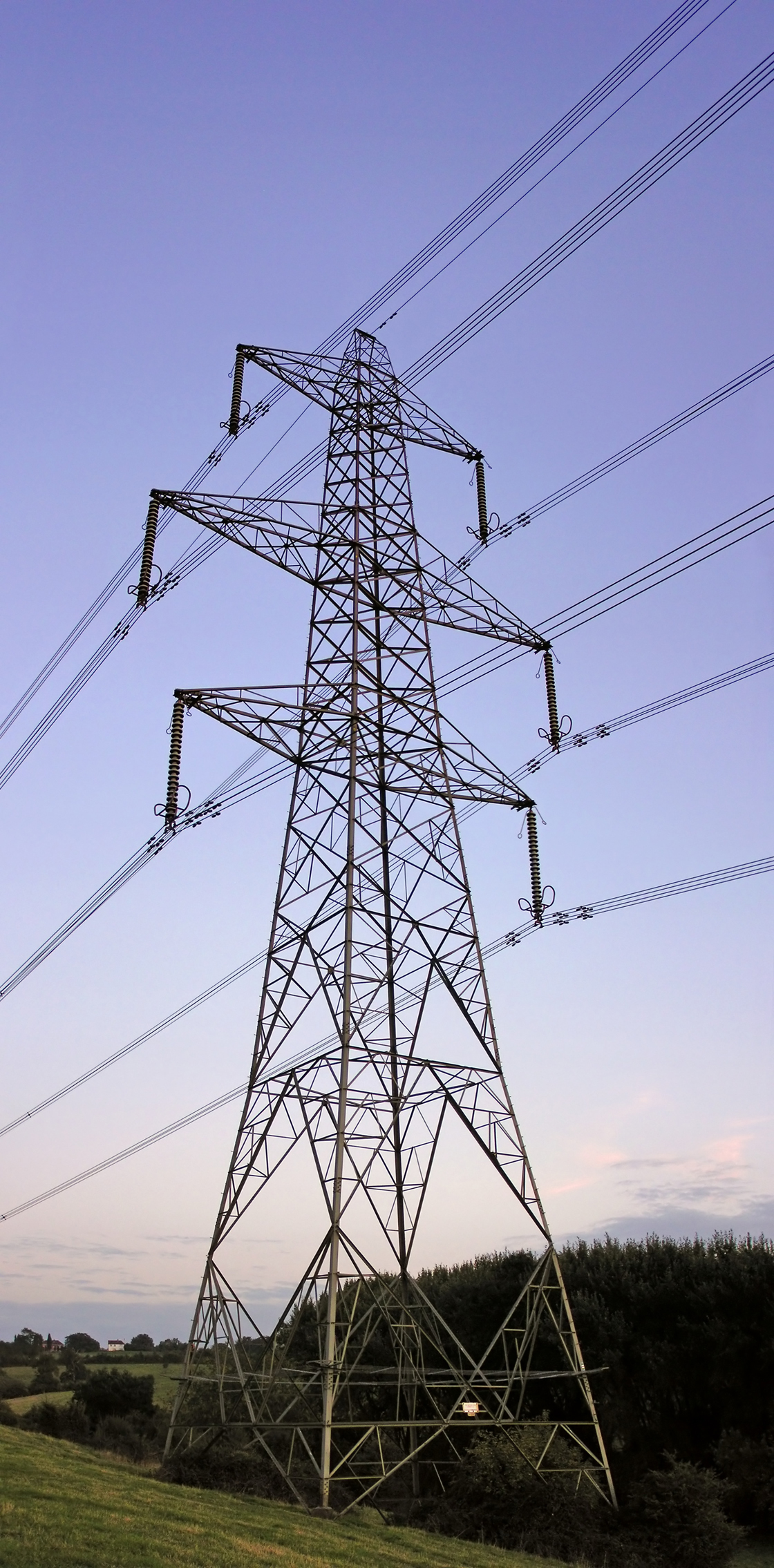
Stâlp de linie electrică de înaltă tensiune

O linie electrică de înaltă tensiune este destinată transmisiei energiei electrice la distanță. Ea este compusă un grup de conductoare  (sârme) separate, care sunt susținute deasupra suprafeței pământului  de stâlpi de linii de energie electrică. Conductoarele liniei  sunt de regulă izolate între ele și față de pământ prin straturile  de  aer respective și de asemenea prin izolatori electrici față  de stâlpii de susținere ai liniei.   Pentru linii aeriene cu tensiuni mai mici de 50 kV  sunt utilizați stâlpi de lemn, beton, și schelete din  țeavă de oțel și profile cornier. Pentru tensiuni mai mari de 50 kV sunt  folosiți stâlpi schelete de oțel, cel puțin în Europa; pentru liniile de nivel de tensiune de 110 kV, de asemenea, sunt utilizați din ce în ce mai mult piloni din tub din oțel. Pentru a preveni șocurile electrice (electrocutările), linii electrice aeriene trebuie să respecte anumite distanțe minime față de sol, drumuri și clădiri. Există, de asemenea, cabluri electrice aeriene izolate suspendate, care sunt susținute de cablu de oțel fixat și încorporat corespunzător.